# تسخیرشده (فیلم ۱۹۴۷)
تسخیرشده (به انگلیسی: Possessed) فیلمی ۱۰۸ دقیقه‌ای به کارگردانی کرتیس برنهارت با بازی جوآن کراوفورد است.
در این فیلم زنی پریشان در خیابانهای لس آنجلس در جستجوی مردی به نام "دیوید" است. پس از بیهوش شدن در یک غذاخوری، او به بخش روانی یک بیمارستان برده می شود. فلش بکهایی علاقه شدید او به "دیوید" را که نتیجه اختلال شخصیت مرزی او است و منتهی به یک قتل شده را آشکار می کند...